# Cyanoakrylat

Strukturformel för metyl-2-cyanopropenoat (metyl-2-cyanoakrylat).

Cyanoakrylat är ett samlingsnamn för estrar av 2-cyanopropensyra (2-cyanoakrylsyra). Både metyl-2-cyanopropenoat (metyl-2-cyanoakrylat) och etyl-2-cyanopropenoat (etyl-2-cyanoakrylat) används i så kallade superlim, men etylestern är vanligare.

## Historik
Cyanoacrylat (CA) upptäcktes 1942 av dr Harry Coover, som då var anställd på Kodak Laboratories, under arbete för att ta fram en superklar plast för sikten inom vapenindustrin. Substansen var dock svår att använda för syftet, eftersom det klistrade fast på allting, och lades därför åt sidan. 
Sex år senare, under försök att framställa värmetålig, klar plast till förarkabinhuvar för jetflygplan, återkom Coover till den gamla formeln igen. Inte heller denna gång var cyanoakrylatet rätt material för den aktuella forskningen, men denna gång tog han fasta på dess kommersiella potential som ett både snabbverkande och starkt lim. Eastman Kodak började marknadsföra produkten "Eastman#910" (senare "Eastman 910") några år senare, och superlimmet var ett faktum. 
Cyanoakrylatbaserade lim säljs numera av otaliga tillverkare. Ett exempel på ett långlivat varumärke är "Krazy Glue". 

## Användning i sjukvård
CA-baserade lim sammanfogar mycket effektivt hud, och efter att en ansökan om att gå vidare med denna tillämpning (vid skärsår och dylikt) lämnats in till USA:s livsmedels- och medicinalverk FDA 1964 så inleddes 1966 försök med spraydoser av CA-lim för fältbruk i Vietnamkriget. Limmet användes framgångsrikt för att stoppa blodflöde i fält, så att skadade kunde överleva transporten till närmaste fältsjukhus.

Polymerisation av metyl-2-cyanopropenoat.